# Oxo-plast
Oxo-plast er en type plastic. Den består af almindelig plastic, der er tilsat små mængder metalsalte, der umiddelbart fremmer den naturlige nedbrydning af plasten i naturen, når den iltes. Plasten forsvinder ikke, men kan ikke længere ses med det blotte øje.

## Efter land

### Danmark
I Danmark er poser af oxo-nedbrydelig plastik ikke særligt almindelige, men de produceres og sælges til andre europæiske lande af flere danske pose- og folieproducenter.

#### Forbud
Den 19. december 2018 offentliggjorde Miljø- og Fødevareministeriet en artikel om deres planer om at indføre et forbud mod salg af visse engangsplastikprodukter og et generelt forbud mod oxo-plast i 2021; der har været adskillige undersøgelser, der viste, at oxo-plast ikke nedbrydes til harmløst affald, sådan som man tidligere havde troet.